# Анахронізм

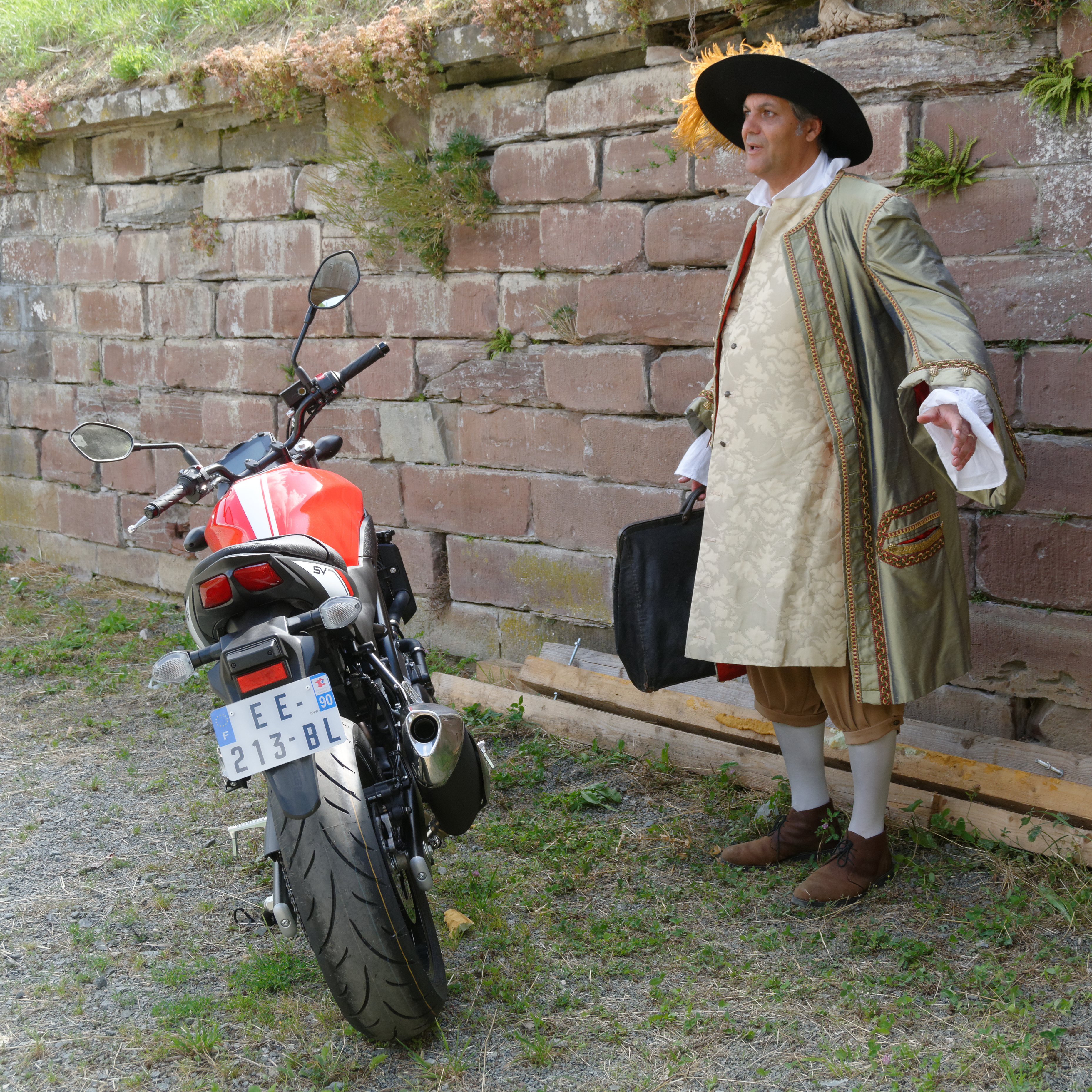
Анахронізм: чоловік в бароковому одязі поряд з мотоциклом

Анахроні́зм (дав.-гр. ἀναχρονισμὸς, від ἀνά- — всупереч, і χρόνος — час) — зображення дечого нетипового чи неможливого в певному часі. Може бути як вцілілим пережитком минулого, так і помилкою в зображенні історичних подій або зумисним художнім прийомом. Часто реалізується як предмет або особа з пізнішої епохи, що існує в раніший час. Також може означати перебування поза часом або тривале використання в художніх творах мотивів, тропів і засобів без їх розвитку.

## Види анахронізмів
За ймовірністю зображуваного анахронізми поділяються на:
- парахронізми — існування дечого рідкісного, невластивого для поточного часу. Наприклад, предмет, технологія, філософська ідея, звичай. Це може бути прогресивна ідея чи винахід, які випередили свій час і лишилися нездійсненими, забутими, засудженими суспільством. Або навпаки, застаріла, розвінчана ідея, відстала від наукового поступу технологія, річ, що вийшла з широкого ужитку. Так, людина в XXI столітті може носити комір-фрезу, хоча ця деталь одягу давно вийшла з моди[4];
- прохронізми — опис існування дечого в той час, коли воно не може там існувати в принципі. Наприклад, технічний пристрій в час до його винаходу. Так, мобільний телефон не може існувати в середньовіччі. Прохронізм стосується таких випадків як щодо історичних творів, так і фантастичних, особливо коли зображуваний вигаданий світ заснований на історичиних реаліях. Так, багато творів жанру фентезі описують світ, за основу якого взято європейське середньовіччя, що накладає вимоги до рівня розвитку технологій чи панівних суспільних відносин[4].

## Причини появи
Як помилки анахронізми виникають унаслідок недостатньої обізнаності авторів в історії або через надмірне прагнення до стилізації. Іноді анахронізми впроваджуються зумисне, щоб виразити авторське бачення історії. Свідома гра анахронізмами широко починається в часи романтизму та продовжилася в модерністів та постмодерністів. Художній анахронізм часто слугує для виділення певного елемента твору або для створення несподіваної ситуації, іронії. Він може допомагати сучасникам зрозуміти життя іншої епохи та зв'язок між різними часами.

## Приклади анахронізмів

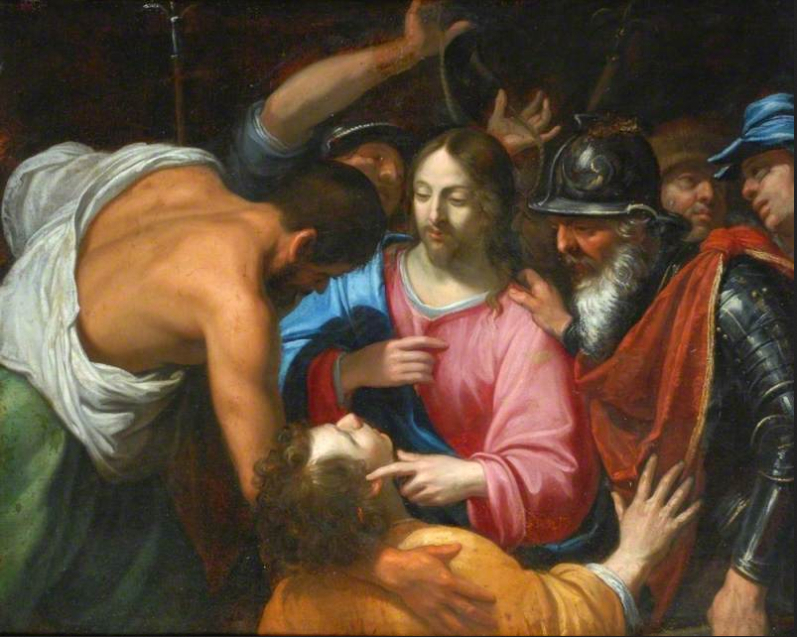
«Христос зцілює глухого», картина Луї Фінсона першої половини XVII ст. Зверніть увагу на воїна в обладунках, яких не існувало в часи Христа

Для живопису й театру епохи європейського Відродження було типово зображати біблійних і античних персонажів у такому одязі, який носили сучасники авторів. У трагедії Шекспіра «Юлій Цезар» описується бій годинника, проте в часи Цезаря механізму для цього ще не винайшли. В билинах київського циклу половці називаються татарами (назва виникла з XIII ст.). Юрій Клен у «О Дажбожів пишний цвіте» зумисне описав у давню епоху соняшник, попри те, що ця рослина була завезена в Україну в XVI ст. Анахронізмом є Дон Кіхот в однойменному романі Мігеля де Сервантеса — чоловік, який зображає з себе середньовічного лицаря в епоху бароко.
У франшизі «Парк Юрського періоду» оживлені за допомогою наукових досягнень динозаври виступають анахронізмом у сучасному світі. До кадру в «Славі» (1989) випадково потрапив електронний годинник, тоді як дія відбувається в XIX ст. У «Хороброму серці» (2003) шотландці XIII ст. носять кілти, які почали носити на два століття пізніше. «Марія-Антуанетта» (2006) зображає в інтер'єрі 1700-х пару кедів Converse як символ юності Марії-Антуанетти. А в фільмі «Великий Гетсбі» (2013) можна почути хіп-хоп, але події відбуваються в 1920-і, коли цей музичний напрям ще не виник.
Частково термін «анахронізм» стосується і описів майбутнього. Наприклад, коли в творі фігурують очевидно застарілі технології, використання яких у той час малоймовірне.